# Carl Schlemmer (Maler)
Carl Schlemmer (* 17. September 1883 in Bad Cannstatt; † 6. Juli 1966) mit Spitznamen Casca war ein deutscher Dekorationsmaler.

## Leben
Schlemmer war der Bruder von Oskar Schlemmer und verwandt mit dem Maler Hermann Müller (1900–1980). Er war Leiter der Werkstatt für Wandmalerei am Bauhaus in Weimar von 1921 bis 1922. Er hatte die Stellung eines Werkmeisters für Glas- und Wandmalerei inne. Er kam zeitgleich mit seinem Bruder Oskar nach Weimar. Er übernahm die Werkstatt von Franz Heidelmann. Er wurde von Walter Gropius auf diese Stelle gesetzt. Seine Nachfolger waren Heinrich Beberniß und Hinnerk Scheper. Schlemmer lehnte die Beteiligung von Frauen bei Architekturprojekten grundsätzlich ab, konnte jedoch nicht verhindern, dass sich Frauen wie Dörte Helm und Lou Scheper in der Männerdomäne ihren Platz am Bauhaus eroberten. Das lässt sich auch in den Meisterratsprotokollen des Bauhauses nachlesen, die von Volker Wahl und Ute Ackermann herausgegeben wurden. Von Schlemmer hat sich ein Personalbogen erhalten.